# بيتر ببكر
بيتر ببكر (بالإنجليزية: Peter Baker)‏ (24 أغسطس 1934 - ) هو لاعب كرة قدم بريطاني في مركز الظهير. لعب مع شيفيلد وينزداي.